# Marbré du désert
Pontia glauconome
Espèce
Le Marbré du désert (Pontia glauconome) est une espèce d'insectes lépidoptères de la sous-famille des Pierinae (famille des Pieridae).

## Dénomination
Pontia glauconome a été décrit par Johann Klug en 1829 sous le protonyme de Papilio glauconome.

### Noms vernaculaires
Pontia glauconome se nomme Desert white ou Desert Bath White en anglais.

### Sous-espèces
- Pontia  glauconome glauconome
- Pontia glauconome iranica (Bienert, 1870) en Ouzbékistan, Tadjikistan et Turkménistan[1].

## Description
Le Marbré du désert est de couleur majoritairement blanche avec une ornementation de taches vert olive  marginales et marquant largement les ailes antérieures à l'apex.
Le revers est blanc avec les taches vertes visibles en transparence.

## Biologie
C'est un migrateur

### Période de vol et hivernation
Le Marbré du désert vole en trois à quatre générations entre mars et octobre

### Plantes hôtes
Les plantes hôte de sa chenille sont des Caylusia, Dipterygium, Morettia, Zilla sp dont Zilla spinosa, et Erigeron denticulatus, Cleome paradoxa, Schouwia purpurea, Zilla spinosa.

## Écologie et répartition
Le Marbré du désert est présent dans toute la moitié nord désertique de l'Afrique et de l'Arabie au Penjad en Ouzbékistan, Tadjikistan et Turkménistan.

### Biotope
Ce papillon réside aux marges du désert.

### Protection
Pas de statut de protection particulier